# Conrad von Bodenhausen
Conrad Freiherr von Bodenhausen (* 7. Juli 1848 in Köthen (Anhalt); † 4. November 1938 in Berlin) war ein deutscher Seeoffizier und zuletzt Vizeadmiral der Kaiserlichen Marine.

## Leben

### Herkunft

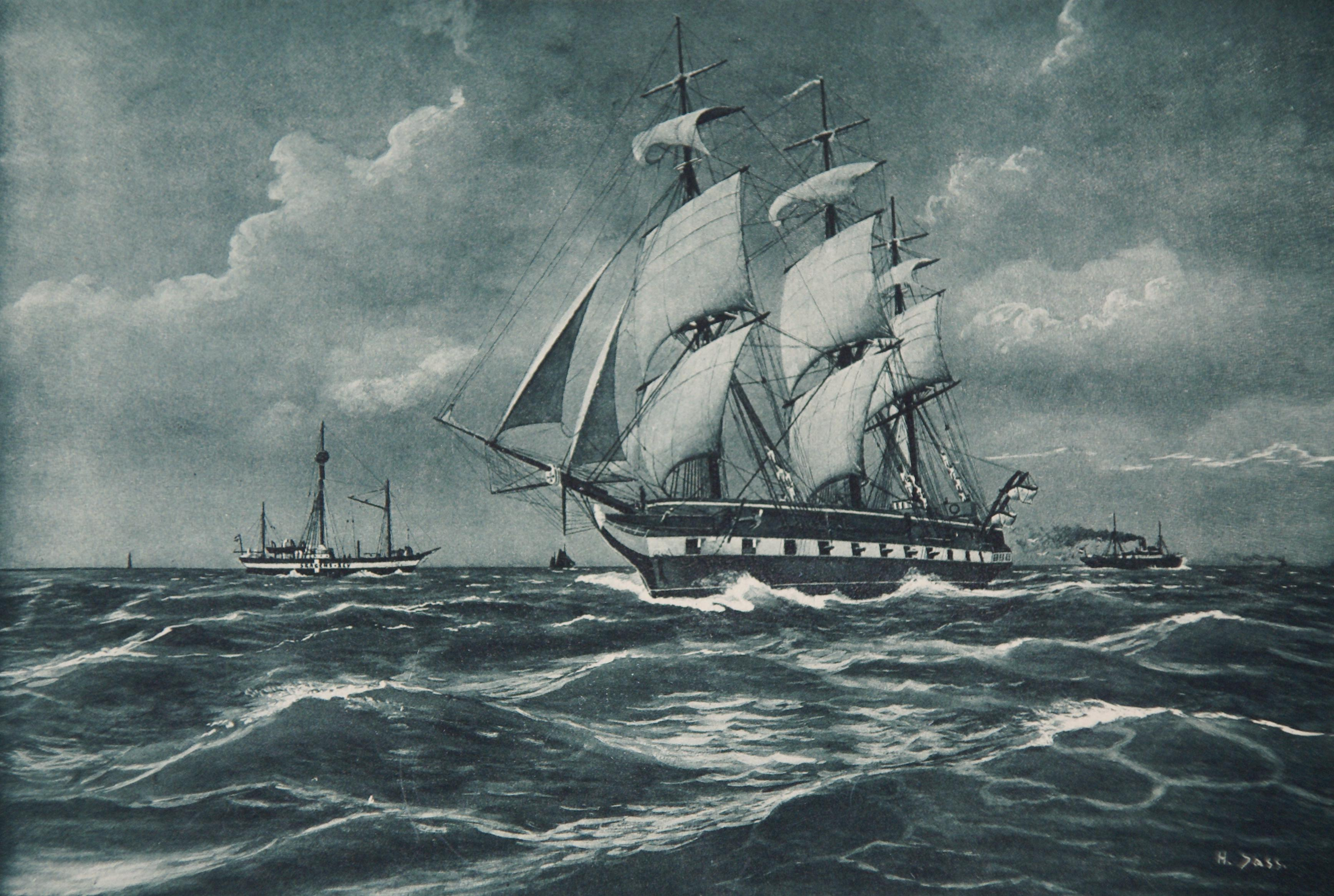
Nach seinem Eintritt in die Preußische Marine erhielt Conrad von Bodenhausen seine seemännische Grundausbildung vom 1. Mai 1865 bis 15. Mai 1866 auf der Segelfregatte SMS Niobe.

Conrad Freiherr von Bodenhausen entstammte der niedersächsischen Adelsgeschlecht Bodenhausen und war jüngster Sohn des späteren Hauptmanns Curt von Bodenhausen (* 1810) und Therese, geb. von Brunn (1824–1863).

### Militärischer Werdegang
Nach dem Besuch des Herzoglichen Pädagogium zu Zerbst trat er am 1. Mai 1865 als Kadettenaspirant in die Preußische Marine ein. Er erhielt seine seemännische Grundausbildung vom 1. Mai 1865 bis 15. Mai 1866 auf der Segelfregatte SMS Niobe. Nach Abschluss der Ausbildung zum Seeoffizier fand er zahlreiche Verwendungen und war unter anderem 1879 als Kapitänleutnant zum Dienst in das Dezernat II für seemännisch-militärische Angelegenheiten in die Kaiserliche Admiralität abkommandiert.

Am 26. März 1883 wurde er als Korvettenkapitän Kommandant eines nach neuen Grundsätzen deutschen Kriegsschiffsbaus gebauten Kriegsschiffs. Von Oktober 1885 bis September 1888 war er Dezernent für Torpedoangelegenheiten in der Admiralität. Zeitgleich war er von März 1888 bis September 1888 und erneut von Mai 1889 bis September 1889 Chef des Stabes des Manövergeschwaders und der Manöverflotte. Am 1. April 1889 war er zum Kapitän zur See befördert worden und war von April 1890 bis 30. September 1891 Kommandant der Panzerfregatte Kaiser.

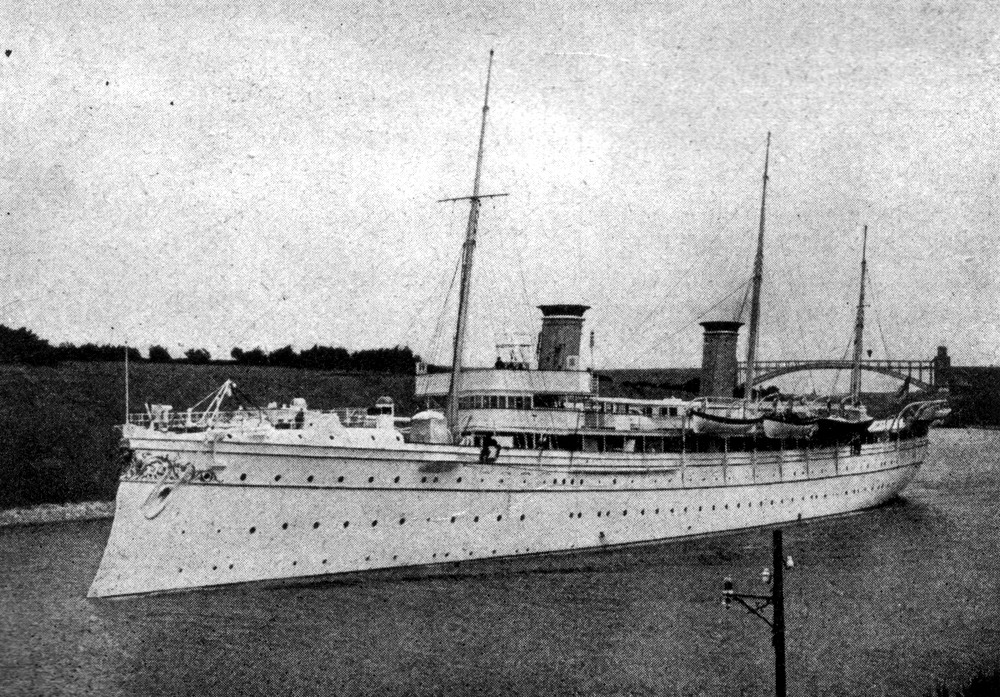
Kapitän zur See von Bodenhausen war mit Unterbrechungen zwischen März 1896 und Dezember 1898 Kommandant der Kaiserlichen Yacht Hohenzollern.

Im Oktober 1891 übernahm er den Posten als Oberwerftdirektor der Kaiserlichen Werft Wilhelmshaven und trat dort die Nachfolge von Konteradmiral Friedrich von Pawelsz an. Er verblieb in dieser Verwendung bis September 1895 und wurde daraufhin von Kapitän zur See Hugo von Schuckmann abgelöst. Am 23. Februar 1892 nahm er als Oberwerftdirektor von Wilhelmshaven unter anderem die Taufe des Kreuzers IV. Klasse Condor vor. Während seiner dortigen Dienstzeit wurde er mehrfach ausgezeichnet und erhielt und anderem 1894 den Orden der Eisernen Krone von Österreich. und wurde 1895 zudem Kommandeur des portugiesischen Ordens unserer lieben Frau von Vila Viçosa
Nach Beendigung seiner Tätigkeit als Oberwerftdirektor wurde Conrad von Bodenhausen als Nachfolger von Konteradmiral Volkmar von Arnim im Oktober 1895 Kommandant der Kaiserlichen Yacht SMY Hohenzollern und bekleidete diese Verwendung bis Dezember 1898, während zwischenzeitlich außerhalb der kaiserlichen Seereisen Korvettenkapitän Hugo Emsmann und Korvettenkapitän Wilhelm Peters Kommandanten einer reduzierten Besatzung waren, ehe Kapitän zur See Friedrich von Baudissin im Dezember 1898 Kommandant wurde. Für seine Verdienste in dieser Zeit erhielt er mehrere weitere Auszeichnungen und wurde unter anderem 1897 Kommandeur des Leopoldsordens von Belgien, Träger des Fürstlich Waldeckschen Verdienstkreuzes Zweiter Klasse sowie Kommandeurkreuz Erster Klasse des Schwertordens. und am 25. Mai 1897 ferner Kommandeur des Militärverdienstordens von Bayern. Am 30. März 1898 wurde er zum Konteradmiral befördert. Außerhalb seiner Verwendung als Kommandant der SMY Hohenzollern war Freiherr von Bodenhausen erst von Oktober 1897 bis April 1898 nebenamtlich und ab April 1898 hauptamtlich Inspekteur der I. Marineinspektion.
Inspekteur der I. Marineinspektion blieb er bis November 1899.
Während der Kaiserlichen Marinemanöver 1899 war er zeitgleich von Juli 1899 bis September 1899 Chef der IV. Division bei dem II. Geschwader.
Des Weiteren wurde er im November 1899 als Nachfolger von Konteradmiral Volkmar von Arnim Inspekteur des Torpedowesens und verblieb in dieser Verwendung bis zu seiner offiziellen Ablösung durch Konteradmiral Ernst Fritze im Dezember 1901, welcher bereits ab Oktober 1901 die Vertretung für von Bodenhausen übernommen hatte. Hierbei wurde er 1900 und 1901 aufgrund seiner Leistungen während der Marinemanöver, er war von Juli 1900 bis September 1900 als 2. Admiral des II. Geschwaders eingesetzt, vom Generalinspekteur der Marine, Admiral Hans von Koester, als nicht geeignet für die Führung eines Geschwaders beurteilt, während Großadmiral Alfred von Tirpitz die Führung der Geschäfte der Inspektion als fachlich und ökonomisch bewertete, aber Schwächen im praktischen Torpedobootwesen erkannte. Kaiser Wilhelm II. verfügte daraufhin die Prüfung der Verabschiedung zum 1. Mai 1901. Am 14. Dezember 1901 wurde er zur Disposition gesetzt.

### Reichskommissar beim Seeamt Hamburg und Vertreter vonBlohm + Voss
Nachdem Conrad Freiherr von Bodenhausen bei seinem Ausscheiden aus dem aktiven Dienst der Kaiserlichen Marine der Charakter eines Vizeadmirals zur Disposition geschieden war, fungierte er zwischen 1902 und 1911 als Reichskommissar beim Seeamt Hamburg. Während dieser Zeit nahm er vom 14. bis 16. September 1908 an der Generalversammlung des Vereins für Socialpolitik in Hamburg teil.
Nach Beendigung seiner Funktion als Reichskommissar wurde Freiherr von Bodenhausen 1911 Vertreter des Schiffbauunternehmens Blohm & Voss beim Reichsmarineamt in Berlin. Er engagierte sich zudem mehrere Jahre lang als Mitglied der Schiffbautechnischen Gesellschaft (STG)

### Familie
Conrad Freiherr von Bodenhausen heiratete am 25. März 1882 in Eisenach Frida Helene von Hopffgarten (* 1860). Das Ehepaar hatte drei Kinder.